# Coleophora bazae
Coleophora bazae é uma espécie de mariposa do gênero Coleophora pertencente à família Coleophoridae.